# Puente de Bioko
El puente de Bioko es un puente colgante en Bioko, Guinea Ecuatorial. Es el primer en el mundo en llevar un gasedocuto.